# 阿波パーキングエリア
阿波パーキングエリア（あわパーキングエリア）は、徳島県阿波市阿波町桜ノ岡にある徳島自動車道のパーキングエリア。上りからなら当所に駐車したまま徒歩280m（下りからなら約1km）で「阿波の土柱」の観光ができる。

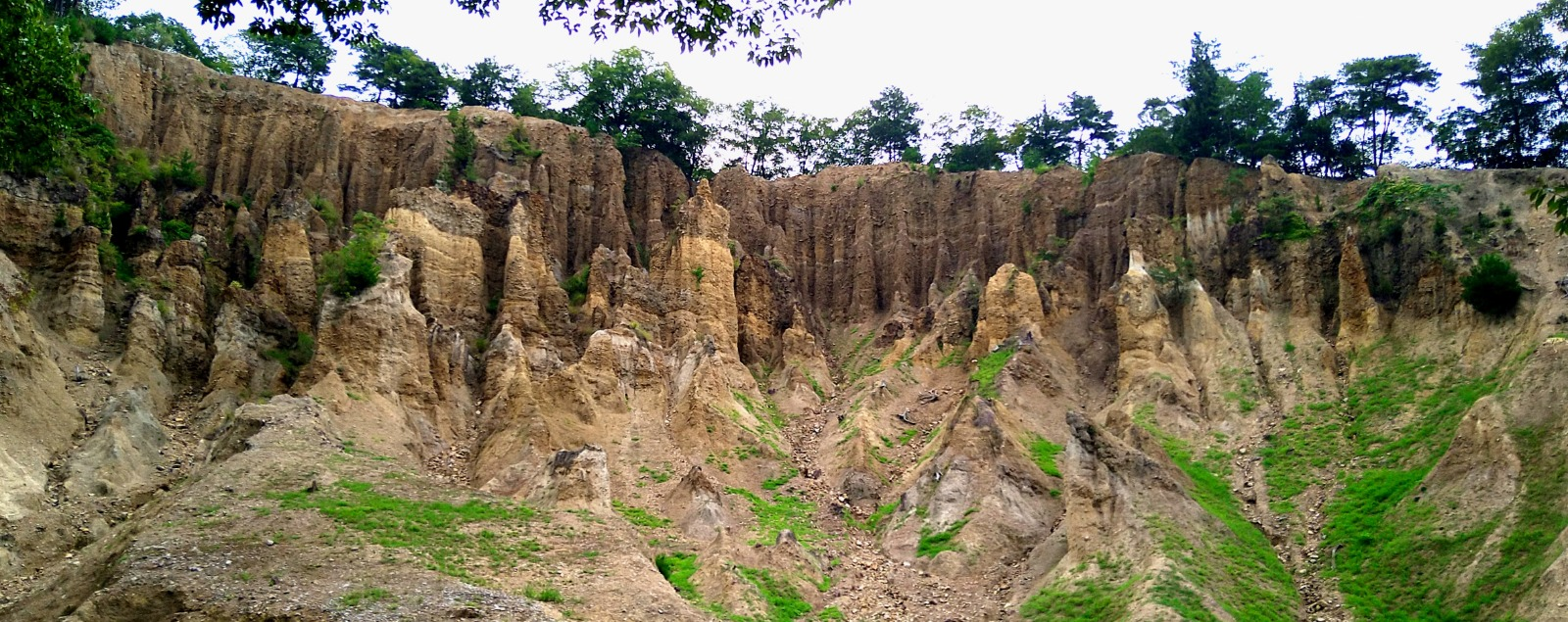
阿波の土柱

## 施設

### 上り線（徳島方面）
- 駐車場
  - トレーラー 1台
  - 大型 6台
  - 小型 11台
  - 二輪 4台
- トイレ
  - 男性 大2（和式1・洋式1）・小3
  - 女性 5（和式1・洋式4）
    - 同伴の男児用 1

  - 車椅子用 1
- 自動販売機

### 下り線（川之江方面）

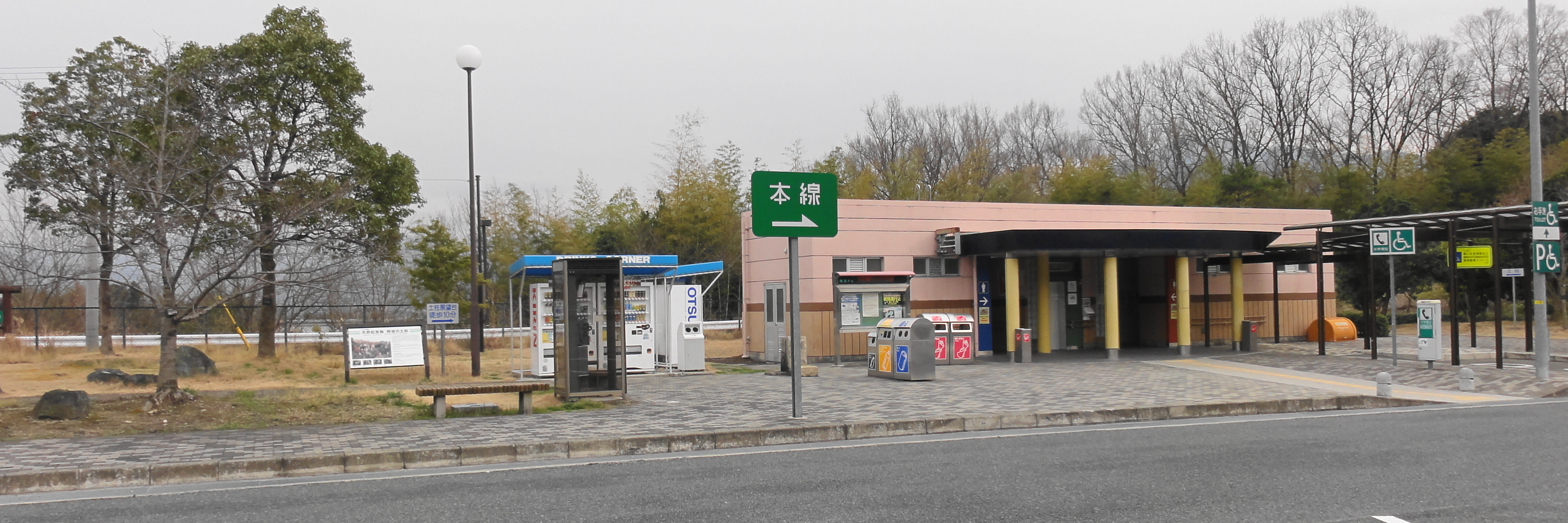
下り施設

- 駐車場
  - トレーラー 2台
  - 大型 6台
  - 小型 11台
  - 二輪 4台
- トイレ
  - 男性 大2（和式1・洋式1）・小3
  - 女性 5（和式1・洋式4）
    - 同伴の男児用 1

  - 車椅子用 1
- 自動販売機

## 阿波バスストップ
阿波バスストップ（あわバスストップ）は、徳島自動車道 阿波パーキングエリアに併設された高速バス用バス停留所。

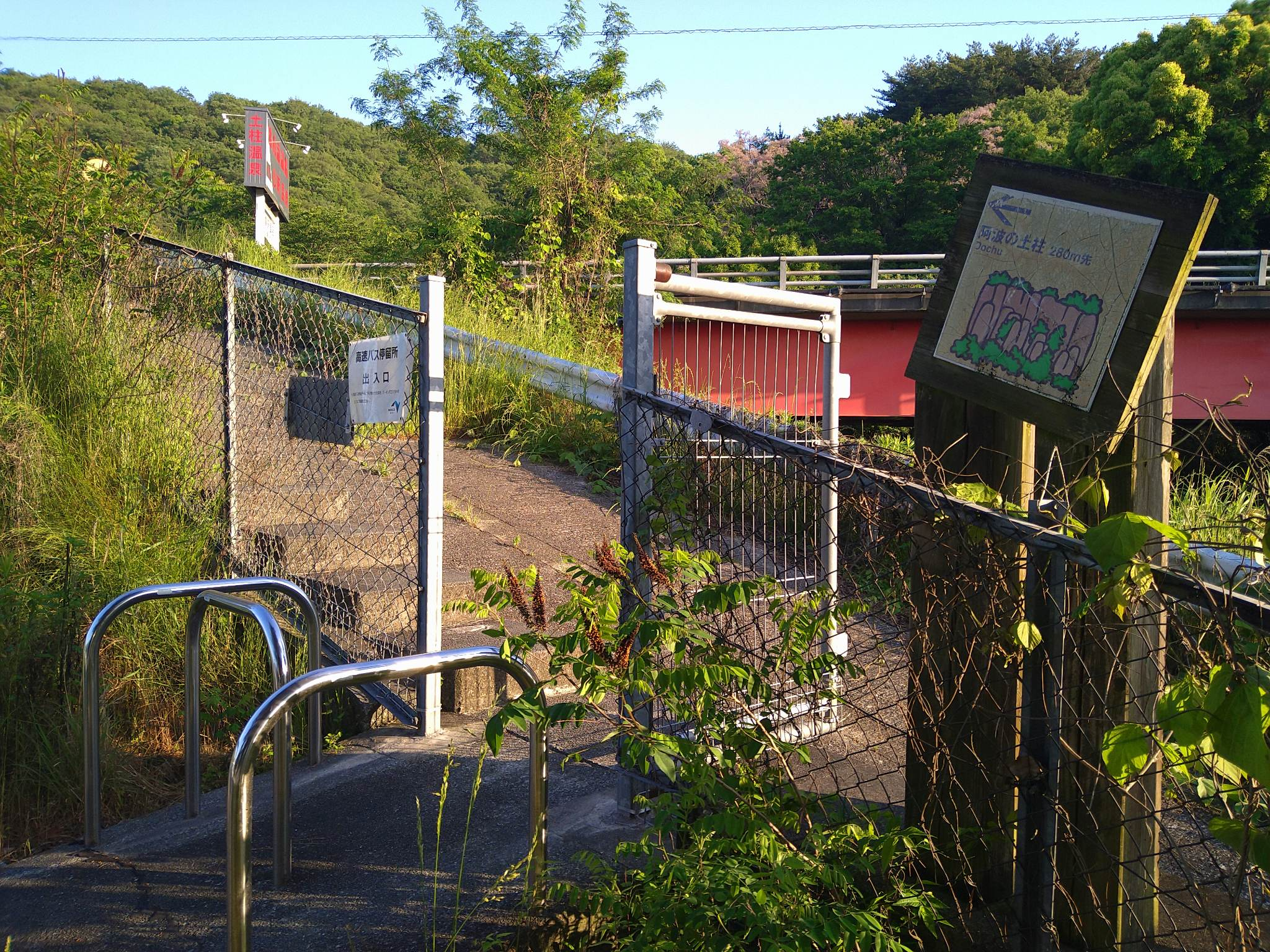
上り　出入口

上り線：土柱まではトイレ棟に向かって右とバス停の間の階段を上がった扉を出て280m上方にある。高速バス利用者専用駐車場は広域農道に出て西に50mの道路脇に十台分程度あり、東へ200m行くと市営大駐車場あり。

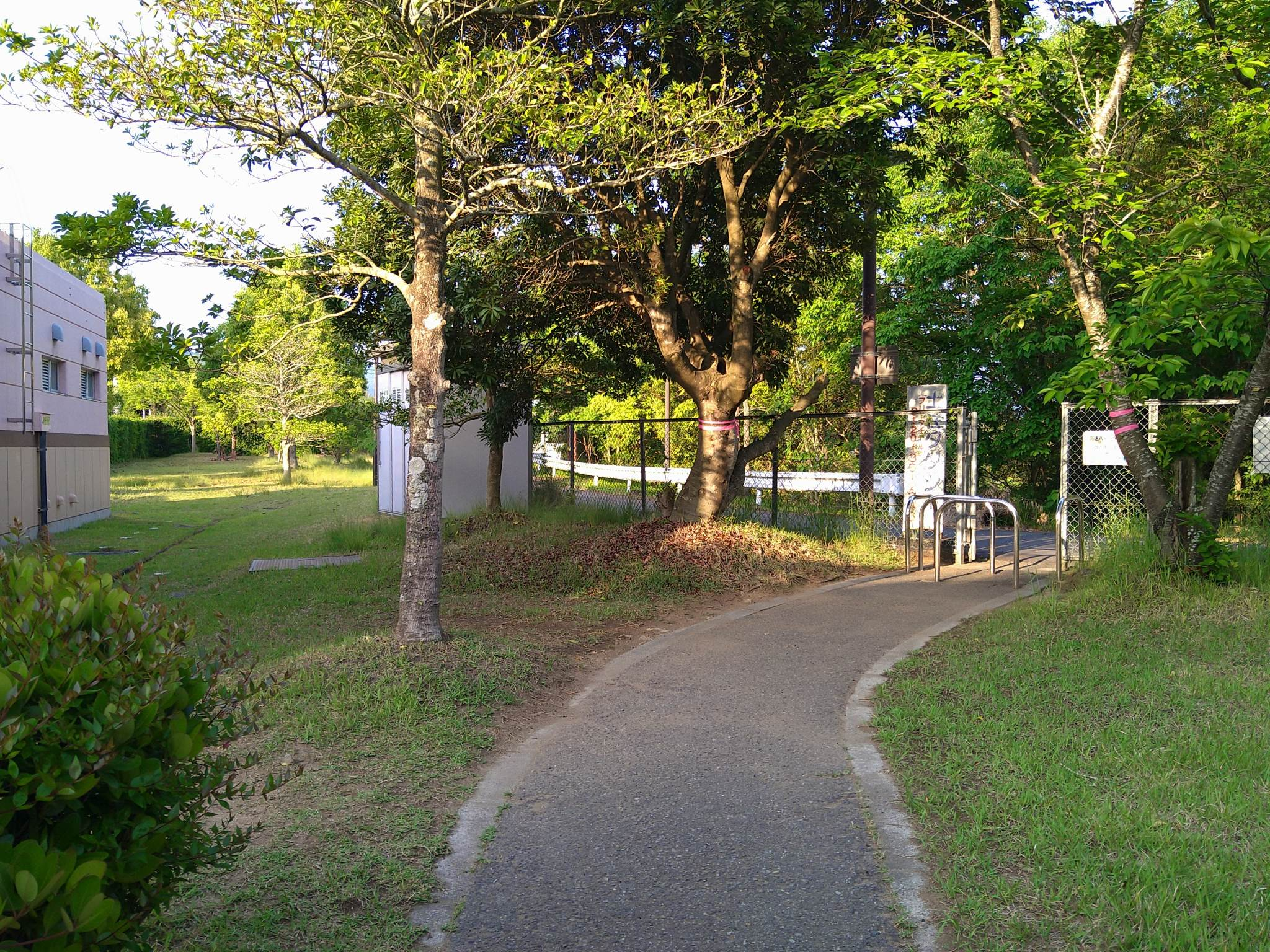
下り　出入口

下り線：高速バス利用者専用駐車場はトイレ棟の裏から出て道路を渡り左すぐに14台分あり。
土柱へは外へ出て迂回すること約1kmで行ける。
| 路線愛称               | 運行会社                         | 方面                                                                                    |
| 下り線側               | 下り線側                         | 下り線側                                                                                |
| ---------------------- | -------------------------------- | --------------------------------------------------------------------------------------- |
| しこくさぶろうエディ号 | 四国交通 阪急観光バス            | USJ → 梅田（阪急三番街） → 新大阪駅                                                     |
| しこくさぶろうエディ号 | 四国交通                         | 高速鳴門 → アオアヲナルトリゾート前 → 大塚国際美術館前 → 高速舞子 → 神戸三宮 → 新神戸駅 |
| 上り線側               |                                  |                                                                                         |
| 高知徳島エクスプレス   | 徳島バス とさでん交通 JR四国バス | 一宮BT → 高知駅BT → はりまや橋BT                                                        |

## 隣
E32 徳島自動車道
(3) 土成IC - 阿波市場SIC（事業中） - 阿波PA - (4) 脇町IC